# Sharīf
Sharīf (in arabo شريف‎?, pl. ashrāf, in arabo ﺍﺷﺮﺍﻑ‎?, talvolta italianizzato in sceriffo) è un termine arabo che significa letteralmente "eletto, illustre, nobile, onore della famiglia", di norma riferito a un discendente del profeta Maometto.

## Origine
Originariamente è stato il titolo conferito all'incaricato di proteggere la città, e i suoi dintorni, e garantire la sicurezza dei pellegrini giunti a La Mecca (Sceriffo de La Mecca, vedere Sharif della Mecca); Sharīf è poi stato il titolo conferito (sin dal XII secolo d.C.) all'incaricato del controllo di città, e dei dintorni, volto a garantire la sicurezza; in seguito uno Sharīf venne eletto in ogni comunità tribale con compiti di polizia locale; in arabo Sharīf etimologicamente deriva dalla radice <sh-r-f> che significa 'essere eletto' e il vocabolo Sharīf significa anche "persona eletta", "illustre", "onorevole"; l'epiteto sceriffano era stato anche usato per 'proveniente dalla famiglia di Maometto' poiché in questo caso significava 'persona nobile', mentre in senso traslato significa 'persona onesta' e 'gentiluomo' quali erano gli Ashrāfʾ arabi.

## Discendenza da Maometto
Nei primi tempi dell'Islam il termine venne adottato per indicare tutta la Ahl al-Bayt (lett. "Gente del Casato di Maometto"), intendendo sia il ramo hasanide che quello husaynide. In seguito, a seconda delle tradizioni locali, l'appellativo indicò alternativamente l'uno o l'altro dei ceppi della famiglia. A partire dal IX secolo è usato in senso più largo per indicare in generale la discendenza hascemita del Profeta (dal nome del nonno del Profeta: Hāshim ibn ʿAbd Manāf) o come onorifico generico. A differenza degli altri paesi islamici, in Marocco invece di Sharīf o Sayyid si utilizza il titolo di Mulay.
Nella scienza delle genealogie delle tribù (Ansāb) il titolo di Sharīf viene attribuito anche a tutti i discendenti di Fihr ibn Mālik o  semplicemente Fihr (in arabo فهر‎?), che, nella tradizione preislamica e poi islamica, è il fondatore della tribù dei Quraysh da cui proveniva il profeta Muḥammad. La sua genealogia completa, secondo le fonti arabe tradizionali, era la seguente: Fihr ibn Mālik ibn al-Naḍr ibn Kināna ibn Khuzayma ibn Mudrika ibn Ilyās ibn Muḍar ibn Nizār ibn Ma'add ibn 'Adnān (al riguardo un detto arabo dice: "non esiste nobiltà al di sopra, o prima, di 'Adnān").
Fihr apparteneva alla tribù dei Kināna la cui origine è attribuita ad 'Adnān, il padre degli "Arabi del nord" e discendente di Ismaele figlio di Abramo. La tribù prese il nome di Quraysh quando Quṣayy ibn Kilāb, un discendente di sesta generazione di Fihr ibn Malik, radunò i suoi parenti (che allora vivevano in gruppi nomadi sparsi tra i loro parenti Kināna intorno alla Mecca) e prese il controllo della Kaʿba sposando Ḥubba, figlia dello Shaykh dei Khuza'a, signore di Mecca.

## Caratteristiche
Essi godono di grande prestigio morale (anche se non sempre materiale) in tutto il mondo islamico e usano talora segnalare questa loro condizione indossando un copricapo di color verde che, lungi dall'essere il "colore dell'Islam" tutto, è semmai il colore tipico degli alidi, ma che era usato anche dal Profeta.

## Utilizzi alternativi del termine
Da vari secoli il termine indica, più propriamente, i discendenti del profeta dell'Islam Maometto attraverso la figlia Fāṭima bt. Muḥammad e il cugino ʿAlī b. Abī Ṭālib.

## Altre forme
La forma femminile è "sceriffa" (sharīfa), mentre un sinonimo del termine è sayyid (pl. sādāt).